# راکووک (استان وارمی-ماسوری)
راکووک (به لهستانی:  Rakówek) یک روستا در لهستان است که در گمینا دوبنگنکی واقع شده‌است.